# 2008年溫布頓網球錦標賽男子單打決賽
2008年溫布頓網球錦標賽男子單打決賽是2008年溫布頓網球錦標賽男子單打比賽中的一場網球冠軍比賽。這場賽事是拿度與費達拿對戰史中的一部分，由當時世界上最好的兩位網球選手，世界排名第一的罗杰·费德勒對上世界排名第二的拉斐尔·纳达尔。經過四小時又四十八分鐘後，拿度以 6–4、6–4、65–7、68–7、9–7 獲得勝利。許多網球評論員與退役名將皆盛讚這場比賽是網球史上最經典的比賽。

## 背景
拉斐尔·纳达尔與罗杰·费德勒被認為是網球歷史中最佳的一組對戰組合。他們參加2008年溫布頓網球錦標賽時，這兩人取得過去16項大滿貫中14項冠軍。
2008年溫布頓男子單打決賽是费德勒與纳达爾連續三年在溫布頓交手。费德勒已經取得前二次勝利，而且成為連續五屆溫布頓冠軍和試圖奪得連續六屆冠軍。
另一個方面來看，纳达爾已經連續奪得四屆法國公開賽和試圖連續奪得法國公開賽與溫布頓二項賽事的冠軍，一位球員在一個月之內從慢速紅土球場轉換到快速草地球場，在這兩種截然不同特性的場地持續發揮好表現是非常困難的，在網球公開賽年代以來，只有二位球員達成:羅德·拉沃和比约恩·博里。在這場比賽之後，纳达尔首先達成連奪羅蘭-加洛斯/溫布頓，2009年罗杰·费德勒連奪羅蘭-加洛斯/溫布頓與2010年拉斐尔·纳达尔第二次達成連奪羅蘭-加洛斯/溫布頓。因此2008年到2010年間，羅蘭-加洛斯/溫布頓已經連續三年被同一位球員所奪得。

## 賽事細節
二位球員在倫敦當地時間14:00 BST開始，開始之後35分鐘因雨暫停。
比賽開始進行，纳达爾先以兩盤6-4, 6-4領先，第三盤费德勒5-4領先再度因雨中斷，在80分鐘之後，比賽再度進行费德勒連赢兩盤搶七7-65, 7-68，第五盤19:53 BST第二度因雨中斷則回到休息室30分鐘。當回到球場時，天暗威脅著比賽的結束即將延後到隔天時，纳达爾在第五盤以9-7赢得勝利〈根據溫布頓規則，第五盤不進行搶七〉。
整場賽事中，费德勒獲得13個破發點，只成功破發一次。
西班牙費利佩王儲與莱蒂齐亚王妃出席這場賽事，在比賽結束之後恭賀纳达爾。

## 統計
| 分類               | 费德勒   | 纳达爾   |
| ------------------ | -------- | -------- |
| 1發成功率          | 66%      | 73%      |
| 愛司               | 25       | 6        |
| 雙誤               | 2        | 3        |
| 非受迫性失誤       | 52       | 27       |
| 1發得分率          | 73%      | 69%      |
| 2發得分率          | 57%      | 59%      |
| 接發得分           | 33%      | 33%      |
| 握有破發點成功破發 | 1-of-13  | 4-of-13  |
| 網前得分           | 42-of-75 | 22-of-31 |
| 總得分             | 204      | 209      |
| 最快發球時速       | 129 mph  | 120 mph  |
| 1發平均發球時速    | 117 mph  | 112 mph  |
| 2發平均發球時速    | 100 mph  | 93 mph   |

來源

## 重要性
這場賽事4小時又48分，是溫布頓歷史中用時最長的決賽。
在這場比賽勝利後，纳达爾連奪法國公開賽與溫布頓，加入羅德·拉沃和比约恩·博里的行列，费德勒在隔年也達成此成就與加入此行列，纳达爾在2010年第二次連奪法國公開賽與溫布頓。
在這場比賽勝利後，纳达爾奪得首座非法國公開賽的大滿貫，幫助他擺脫紅土球場之王的稱號，也証明他在草地球場同樣能發揮高水準的表現。
這場比賽的結果也意味著纳达爾在二個月後，8月18日，取代费德勒成為新的世界第一，並終結费德勒對於排名世界第一連續237週的壟斷，許多網球專家宣稱年輕的纳达爾開始讓费德勒開始走下坡；然而，一年後，费德勒仍持續奪得大滿貫而且重回世界第一。
由於因雨延誤，這場比賽結束在當地時間21:15 BST。這是最後一屆溫布頓決賽會因雨延賽，2009年溫布頓網球錦標賽，中央球場將有可移動式的屋頂。

## 總結
以下是取自於ESPN STAR Sports兩位主播（許乃仁與詹俊）關於賽後評述的一段對話

許乃仁：「哇！該怎麼來形容這場比賽呢？真的喔！在整個過程，論比賽的內容、論球技的發揮、論兩個人的份量、以及球場上的戰技、論今天這場比賽，這麼多的戲劇性！下雨！雨停！然後這場比賽來來回回，可以說大家對比賽裡面最狂野的想像都有了，非常豐富的一場比賽喔！」

詹俊：「比賽的過程，的確是超越了一切，重新定義什麼是經典、什麼是偉大，我覺得透過這場比賽，就可以反應出來了，大家還等什麼呢？睡好覺，明天趕緊拿球拍去打網球了。」

許乃仁：「不過我想今天這場比賽是十分的精彩喔！今年的溫布頓，可以說是讓大家永生難忘了。」

## 參看
- 1980年溫布頓網球錦標賽男子單打決賽
- 2008年溫布頓網球錦標賽
- 拿度與費達拿對戰史